# Calle Padre Faura
La Calle Padre Faura es una calle importante, de orientación este a oeste, en el centro de Manila, Filipinas. Lleva el tráfico en un solo sentido hacia el oeste, desde la calle San Marcelino al Bulevar Roxas. A partir de su término en el parque Paco, en el mismo distrito de Paco, la calle aún tiene un tramo hacia la intersección con la Avenida Taft, donde se encuentra la Escuela Superior de Ciencias de Manila. Pasado el cruce, la calle atraviesa el distrito de Ermita y toca una serie de instituciones gubernamentales importantes, como la Corte Suprema de Justicia y el Departamento de Justicia, así como el Hospital General de Filipinas. También se encuentra, a lo largo de este tramo de la calle Padre Faura, una serie de hoteles y condominios. La calle termina en la intersección con el Bulevar Roxas, justo enfrente de la Embajada de los Estados Unidos en Manila.
El nombre de la calle es el del sacerdote jesuita Federico Faura, fundador y director español del Observatorio de Manila (Observatorio Meteorológico de Manila), que se encuentra a lo largo de la calle.

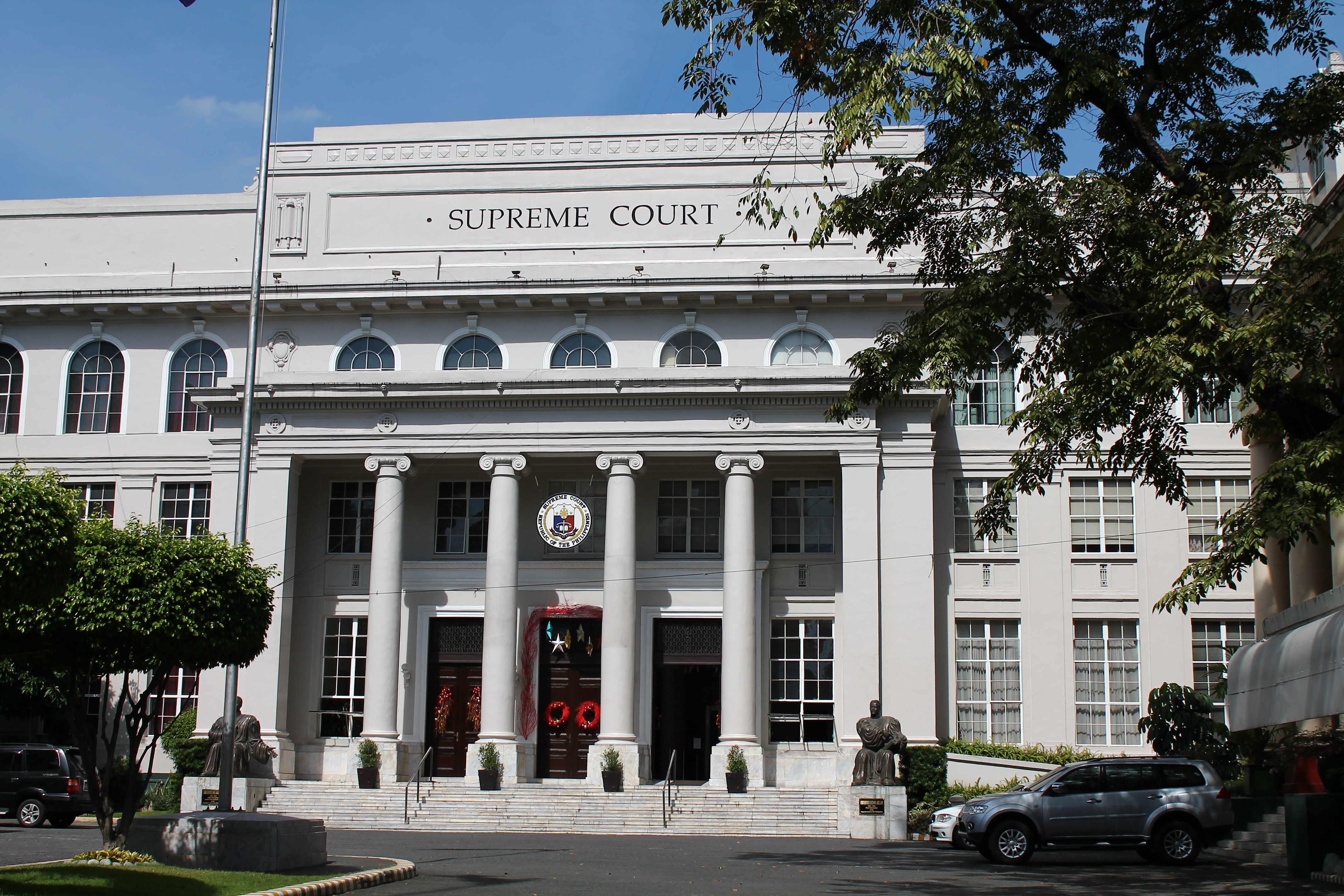
Vista de la Corte Suprema de Justicia de Filipinas